# Setor de disco

Figura 1 - Estruturas de disco:
(A) Trilha
(B) Setor geométrico
(C) Setor de trilha
(D) Unidade de alocação

Um setor (sector em Portugal), no contexto de armazenamento de disco em computadores, é uma subdivisão de uma trilha (Figura 1, item A)
 
num disco magnético ou disco óptico. Cada setor armazena um montante fixo de dados. A formatação típica destas mídias fornece espaço para 512 bytes (para discos magnéticos) ou 2048 bytes (para discos ópticos) de dados por setor acessáveis pelo usuário.
Matematicamente, a palavra setor significa uma parte de um disco entre o centro, dois raios e um arco correspondente (ver Figura 1, item B), moldado como uma fatia de pizza. Assim, o setor de disco comum (Figura 1, item C) realmente refere-se às intersecções de uma trilha e um setor matemático.
Nos primórdios de vários campos da computação, o termo bloco foi usado para designar esta pequena porção de dados, mas setor parece ter se tornado mais prevalente. Um motivo bastante provável para isto é o fato de que bloco ter sido frequentemente aplicado para porções de dados de tamanhos variados de fluxos de dados, em vez de limitar-se a menor quantidade de dados acessáveis num meio, por exemplo, o programa Linux dd permite que alguém estipule o block size (tamanho de bloco) a ser usado durante a execução com o parâmetro bs=byte,mas fazer isso não altera o tamanho de setor real de um meio, somente o tamanho dos blocos que dd irá manipular.